# Reprezentacja Austrii na Mistrzostwach Świata w Narciarstwie Klasycznym 2003
Reprezentacja Austrii na Mistrzostwach Świata w Narciarstwie Klasycznym 2003 liczyła 17 sportowców. Reprezentacja ta zdobyła 3 medale - złoty, srebrny i brązowy, dzięki czemu zajęła 8. miejsce w klasyfikacji medalowej.

## Medale

### Złote medale
- Kombinacja norweska mężczyzn, konkurs drużynowy 4 x 5 km: Michael Gruber, Wilhelm Denifl, Christoph Bieler, Felix Gottwald

### Srebrne medale
- Kombinacja norweska mężczyzn, 15 km metodą Gundersena: Felix Gottwald

### Brązowe medale
- Kombinacja norweska mężczyzn, sprint 7,5 km: Felix Gottwald

## Wyniki

### Biegi narciarskie mężczyzn
30 km techniką klasyczną
- Michaił Botwinow - 12. miejsce

15 km techniką klasyczną
- Michaił Botwinow - 13. miejsce
- Alexander Marent - 52. miejsce

Sprint
- Reinhard Neuner - 40. miejsce
- Marc Mayer - dyskwalifikacja

50 km
- Christian Hoffmann - 10. miejsce
- Michaił Botwinow - 13. miejsce
- Roland Diethard - 28. miejsce
- Achim Walcher - dyskwalifikacja

### Kombinacja norweska
Gundersen K-95 / 15 km
- Felix Gottwald - 2. miejsce
- Christoph Bieler - 6. miejsce
- Wilhelm Denifl - 8. miejsce
- Michael Gruber - 12. miejsce

Konkurs drużynowy (K-95 + 4 x 5 km)
- Michael Gruber, Wilhelm Denifl, Christoph Bieler, Felix Gottwald - 1. miejsce

Sprint (7,5 km + K-120)
- Felix Gottwald - 3. miejsce
- Wilhelm Denifl - 10. miejsce
- Christoph Bieler - 13. miejsce
- Bernhard Gruber - 16. miejsce

### Skoki narciarskie mężczyzn
Konkurs indywidualny na skoczni K-120
- Florian Liegl - 8. miejsce
- Andreas Widhölzl - 11. miejsce
- Martin Höllwarth - 14. miejsce
- Christian Nagiller - 31. miejsce

Konkurs drużynowy na skoczni K-120
- Martin Höllwarth, Andreas Kofler, Andreas Widhölzl, Florian Liegl - 5. miejsce

Konkurs indywidualny na skoczni K-95
- Martin Höllwarth - 7. miejsce
- Thomas Morgenstern - 16. miejsce
- Florian Liegl - 25. miejsce
- Christian Nagiller - 30. miejsce